# Anaulacus
Anaulacus is een geslacht van kevers uit de familie van de loopkevers (Carabidae). De wetenschappelijke naam van het geslacht is voor het eerst geldig gepubliceerd in 1825 door Mcleay.

## Soorten
Het geslacht Anaulacus omvat de volgende soorten:
- Anaulacus adelioides W.S.MacLeay, 1825
- Anaulacus afganus (Jedlicka, 1956)
- Anaulacus africanus (Alluaud, 1915)
- Anaulacus ampliusculus (Chaudoir, 1876)
- Anaulacus arrowi (Jedlicka, 1934)
- Anaulacus ashei Ball & Shpeley, 2002
- Anaulacus batesi (Chaudoir, 1876)
- Anaulacus bonariensis (Chaudoir, 1876)
- Anaulacus capensis Peringuey, 1896
- Anaulacus carinatipennis Peringuey, 1908
- Anaulacus ciliatus (Mutchler, 1934)
- Anaulacus erwini Ball & Shpeley, 2002
- Anaulacus exiguus Ball & Shpeley, 2002
- Anaulacus fasciatus (Schmidt-Goebel, 1846)
- Anaulacus fuscipennis (Schmidt-goebel, 1846)
- Anaulacus guineensis (Chaudoir, 1876)
- Anaulacus humeralis Ball & Shpeley, 2002
- Anaulacus humilis Schmidt-Goebel, 1846
- Anaulacus hypolithoides (Vinson, 1935)
- Anaulacus madagascariensis (Chaudoir, 1850)
- Anaulacus mcclevei Ball & Shpeley, 2002
- Anaulacus mocquerysi (Chaudoir, 1878)
- Anaulacus opaculus (C.Zimmermann, 1834)
- Anaulacus piceolus (Chaudoir, 1876)
- Anaulacus pleuronectes (C.Zimmermann, 1834)
- Anaulacus quadrimaculatus (Schmidt-Goebel, 1846)
- Anaulacus rubidus (Andrewes, 1922)
- Anaulacus ruficornis (Chaudoir, 1850)
- Anaulacus rutilus (Schaum, 1863)
- Anaulacus sericatus Chaudoir, 1846
- Anaulacus sericipennis W.S.Macleay, 1825
- Anaulacus siamensis Chaudoir, 1876
- Anaulacus sphaeridioides (Burgeon, 1936)
- Anaulacus submaculatus (Bates, 1892)
- Anaulacus thoracicus Ball & Shpeley, 2002
- Anaulacus tuberculatus Chaudoir, 1876
- Anaulacus whiteheadi Ball & Shpeley, 2002